# Tabina
Tabina ist eine philippinische Stadtgemeinde in der Provinz Zamboanga del Sur. Sie hat 25.061 Einwohner (Zensus 1. August 2015).

## Baranggays
Tabina ist politisch in 15 Baranggays unterteilt.
- Abong-abong
- Baganian
- Baya-baya
- Capisan
- Concepcion
- Culabay
- Doña Josefina
- Lumbia
- Mabuhay
- Malim
- Manikaan
- New Oroquieta
- Poblacion
- San Francisco
- Tultolan